# Chacho (cantant)
|  | Per a altres significats, vegeu «Chacho». |

Josep Maria Valentí Guerra, conegut com a Chacho   (el Raval, 11 de novembre de 1940), era un antic músic i cantant gitano català. Criat al barri del Portal (l'antic nom de l'actual barri del Raval de Barcelona), va ser coetani de Peret i El Pescaílla, amb els quals va participar en el naixement de la rumba catalana. Mentre que aquests dos artistes són recordats pel seu domini de la guitarra i la música alegre i festiva, Valentí va destacar com a pianista (va ser el primer a incorporar el piano a la rumba) i es va especialitzar en una rumba més melòdica, que interpretava amb una veu sensual i una imatge sempre elegant.
Al llarg de la seva carrera, que va començar el 1965, el Chacho va editar 6 LPs i 20 EPs amb companyies com ara EMI-Regal, Discophon i Ariola i va arribar a protagonitzar una pel·lícula de Ramón Torrado (Con ella llegó el amor, 1969). El 1977 va abandonar els enregistraments però va seguir oferint actuacions fins al 1994, en què es va retirar definitivament, tot i que va reaparèixer ocasionalment a partir del 2008. El novembre del 2014, el Chacho fou nomenat nou president d'honor de l'associació "Foment de la Rumba Catalana" (FORCAT), un càrrec que havia ocupat Peret fins a la seva mort pocs mesos abans.
Va morir la matinada del 18 d’agost de 2025 a la localitat gaditana de Jerez de la Frontera.

## Biografia
Nascut al carrer Nou de Dulce, ben a prop del mític carrer de la Cera, Josep Maria Valentí va mostrar interès per la música des de ben petit. A deu anys el van matricular a l'escola de música del Liceu i va tenir el primer contacte amb els escenaris a la sala Mozart, on va interpretar Beguin the beguine al piano després d'una actuació de la seva tia Lola.
De jove, tocava sovint el piano en casaments i celebracions familiars a locals emblemàtics, com ara la sala Apolo o La Paloma. En aquella època va coincidir amb Peret, veí del carrer de la Cera. Al començament de les seves carreres, Lauren Postigo els va contractar a tots dos per a acompanyar La Camboria, Peret amb la guitarra i Chacho a les veus. El 1965, EMI-Regal (La voz de su amo) li va oferir un contracte de quatre anys després que Alain Milhaud, promotor de Los Bravos, li fes una prova. Aquell any mateix va enregistrar quatre discos i va començar la seva reeixida carrera. Aviat va entrar a treballar al tablao madrileny de Manolo Caracol, on el mateix 1965 va conèixer Ava Gardner. En aquella època va entrar en contacte amb nombrosos personatges mediàtics espanyols, entre ells Lola Flores, Juanito Valderrama, Paquita Rico i Curro Romero.
El 1966 el va contractar el Príncipe Gitano per al seu espectacle al Teatro Calderón de Madrid. El 1968 va representar Espanya, juntament amb Dyango, interpretant la cançó Hogar lejano al primer Festival de la Cançó de Barcelona, successor del Festival de la Cançó Mediterrània.
Al llarg dels anys, el Chacho va enregistrar més de vint discos i va oferir nombroses actuacions, ja fos sol al piano o acompanyat per altres cèlebres artistes de la rumba, com ara els guitarristes Fernando Cortés "Remolino" i Johnny Tarradellas o els palmeros Ramon Ximénez "el Huesos" (pare del Petitet), el "Tío Ninus" i el "Tío Loren". Els seus concerts i actuacions destacaven per una posada en escena espectacular, sovint amb el seu piano de cua blanc, abillat amb un frac del mateix color i acompanyat per un gran elenc musical.
Tot i que el seu darrer disc d'estudi data de 1976, el Chacho va seguir actuant durant anys i va fer gires per tot l'estat i a llocs com Veneçuela (1978) i Londres (1982). Finalment, el 1994, després de quasi 30 anys de carrera, es va retirar definitivament. Al contrari que els seus companys dels primers temps, Peret i El Pescaílla, un cop retirat, el Chacho va caure en l'oblit. No va tornar a actuar fins al 2008, quan va començar a ser reconegut com a referent de la rumba catalana per Txarli Brown i altres artistes. El 2011 va presentar un nou disc, Primer Ministro de la rumba, i el 2014 va tornar a participar en un disc conjunt amb Maruja Garrido i La Maña, el qual es va editar el 2015 amb el títol Rumbacalí. El Duende, la Luz y la Noche.
El Chacho apareix, entre altres personatges de la rumba catalana, al documental Peret i l'origen de la rumba catalana de Carles Prats, estrenat el 2016.

## Obra
La veu del Chacho, aspra i càlida, s'adeia amb les seves cançons, més sòbries que les de Peret. Sovint barrejava gèneres musicals diversos a les seves creacions, com ara el bugalú (El pan y los dientes), la bossanova (Dalena i Voce Abusou, de 1976) o el freakbeat (Bum-Bum). També va incloure una rumba Ié-ié a la banda sonora de Con ella llegó el amor i va gravar versions "rumberes" del Congratulations de Cliff Richard i del La, la, la de Massiel.

### Discografia
La següent és una tria no exhaustiva de la discografia del Chacho:

#### Àlbums (LPs i CDs)
- Peret y sus gitanos - Rumbas (Regal, 1967)
- Chacho (Regal, 1968)
- Rumbas flamencas (Regal, Discolibro, 1970)
- Chacho y sus rumbas (Discophon, 1973)
- El Piano de Chacho y sus rumbas (Marfer, 1975)
- Chacho (Ariola, 1976)
- Más Achilifunk: Gipsy Soul from 21st Century (Recopilació de diversos artistes, Lovemonk, 2009)
- Primer Ministro de la Rumba (Sant Gaudenci, 2011)
- Rumbacalí. El Duende, la Luz y la Noche (amb Maruja Garrido i La Maña, Kasba Music, 2015)

#### Senzills i EPs
- ¡¡Rumbas!! (La Camboria con Chacho al piano) (EP, La voz de su amo, 1966)
- Verdes, Verdes / Chao Chao Buru Buru (Senzill, EMI Odeon, 1968)
- Chacho y sus rumbas (Orlador, 1969)
- La Camboria y sus gitanos (Regal, 1969)
- Nuestro ayer (Senzill, Regal, 1969)
- Sin nada (Senzill, Odeon, 1969)
- Tengo dinero / Bum-Bum / Sin nada / Di que es amor (de la película «Con ella llegó el amor») (EP, Odeon, 1969)
- Tu caballo / Tu pañuelo verde (Senzill, Regal, 1971)
- Chacho y sus rumbas (Discophon, 1973)
- Déjalo Correr / Por querer ser como quise (Senzill, Discophon, 1973)
- Mi palo de polo / Agua que no has de beber (Senzill, Discophon, 1973)
- Usted abusó = Voce abusou (Senzill, Ariola, 1973)

### Filmografia
- Con ella llegó el amor (Ramón Torrado, 1969)